# (74431) 1999 BK12
(74431) 1999 BK12 – planetoida z pasa głównego asteroid okrążająca Słońce w ciągu 4,84 lat w średniej odległości 2,86 j.a. Odkryta 24 stycznia 1999 roku.